# Crossotus stigmaticus
Crossotus stigmaticus är en skalbaggsart som först beskrevs av Olof Immanuel von Fåhraeus 1872.  Crossotus stigmaticus ingår i släktet Crossotus och familjen långhorningar.
Artens utbredningsområde är:
- Mali.
- Malawi.

Inga underarter finns listade i Catalogue of Life.